# Le Mystère du gala maudit
Le Mystère du gala maudit ou la Fabuleuse Aventure du Grand Orchestre du Splendid est un téléfilm français réalisé par Bernard Lion et diffusé sur Antenne 2 le vendredi 31 décembre 1982.

## Fiche technique
- Réalisation : Bernard Lion
- Scénario et dialogues : Michel Blanc, Philippe Bruneau, Jacques Delaporte, Martin Lamotte et Xavier Thibault
- Musique : Michel Bos, Jacques Delaporte, George Gershwin, Paul Misraki et Xavier Thibault

## Distribution
- Philippe Bruneau : le chef de l'Anti France
- Dominique Lavanant : la chef de l'Anti France / une bonne sœur
- Claire Nadeau : une bonne sœur
- Léon Zitrone : lui-même
- Mireille Bauer
- Michel Bos : lui-même / Superdupont
- Jacques Delaporte
- Jacky Descamps
- Jean-Michel Hervé
- Didier Jory
- Olivier de La Taille
- Pierre Lespagnol : le régisseur félon, complice de l'Anti France
- Paul Maucourt
- Nicolas Montier
- Aline Neveux : la jeune femme dans le public enlevée par un gorille
- Christian Orante
- Alice Prévost
- Gérard Prévost
- Véronique Raux alias Véronique Lortal
- Jacques Rousselot : lui-même / le prince Charles de Galles
- Frédéric Thibault
- Xavier Thibault
- Herma Vos : elle-même / Lady Diana Spencer, princesse de Galles

Non crédités :
- Yves Belluardo : un spectateur
- Suzy Gossen : une spectatrice au balcon

- Martin Lamotte est uniquement coscénariste et n'apparaît pas à l'image.